# Deinococcus radiodurans
Deinococcus radiodurans — грам-позитивна, екстремофільна кокова бактерія роду Deinococcus, один з найстійкіших організмів до дії іонізуючого випромінювання. Уперше був виділений з консервованого м'яса, підданого дії гамма-випромінювання з метою вивчення можливості стерилізації. Організм був уперше описаний в 1960 році під назвою Micrococcus radiodurans, а в 1981 році переведений до новоствореного роду Deinococcus. Зараз розробляються способи використання D. radiodurans в біоочищенні радіоактивно заражених стічних вод.

## Біологічні властивості

### Морфологія
Це нерухомий кок діаметром 1,5—3,5 мікрон, забарвлюється за методом Грама позитивно, хоча клітинна стінка має будову, типову для грам-негативних бактерій. На мікроскопічних препаратах розташовується по дві або частіше чотири клітини, утворюючи тетради. Не утворює капсул і спор, синтезує червоний пігмент.

### Культуральні властивості
D. radiodurans — хемоорганогетеротроф, облігатний аероб. Росте на простих живильних середовищах. На агаризованих живильних середовищах утворює гладкі, опуклі колонії від рожевого до червоного кольору. Штами D. radiodurans виділялися з великої різноманітності субстратів: від посліду слонів та ґрунтів до арктичних глибин і пісків пустель, тому не можна говорити про специфічне місце проживання цього мікроорганізму.

### Геном
Унікальною особливістю геному D. radiodurans є те, що кожна кільцева молекула ДНК геному представлена в кількох копіях, що разом утворюють переплетені кільця, кожне кільце містить по кілька копій однієї молекули ДНК. Іншою унікальною особливістю D. radiodurans є наявність РНК-лігаз, здатних зшивати молекули РНК в гібридному комплексі РНК-ДНК. Геном D. radiodurans штаму R1 представлений чотирма молекулами ДНК: дві хромосоми і дві плазміди — мегаплазміда і мала плазміда. Хромосома 1 D. radiodurans є кільцевою дволанцюговою молекулою ДНК розміром 2648638 пар основ та містить 2687 генів, з яких 2629 кодують білки. Хромосома 2 менше розмірами (412348 пар основ) і містить 369 генів, з яких 368 кодують білки. Мегаплазміда MP1 є дволанцюговою кільцевою молекулою ДНК розміром 177466 пар основ і містить 148 генів, з яких 145 кодують білки. Плазміда CP1 також представлена кільцевою молекулою ДНК, розміром 45704 пар основ, і містить 40 генів, з яких 39 кодують білки. Відомо також кілька плазмід, що впливають на резистентність до лізоциму і допустиму температуру росту. Мікроорганізм має природну компетентність до трансформації чужорідної ДНК. Геном D. radiodurans вельми близький до геному Thermus aquaticus і порівняння геномів показує дивергентні шляхи до адаптації до термофільності і стійкості до радіації.

## Стійкість до дії іонізуючого випромінювання
D. radiodurans широко відомий своєю високою стійкістю до дії радіації та є одним з найстійкіших до дії радіації організмом у світі: D. radiodurans здатний виживати при дозі до 10000 Гр. (для людини летальна доза радіації становить близько 5 Гр., для Escherichia coli — 2000 Гр.).
Ймовірно, висока стійкість до дії іонізуючого випромінювання виникла внаслідок виникнення стійкості до висушування, оскільки механізми пошкодження ДНК, а отже і стійкості до радіації і висушування, схожі, до того ж D. radiodurans синтезує так звані LEA-білки, що запобігають агрегації білків під час висушування. Довгий час такий рівень стійкості до дії радіації був не зовсім зрозумілий. Зараз відомо, що D. radiodurans зберігає в клітині по кілька копій геному, упакованих у вигляді торів або кілець; додаткові копії геному дозволяють точно відновити геном після численних одно- і дволанцюгових розривів. Було також показано, що як мінімум дві копії геному при масованих дволанцюгових розривах утворюють повний геном при реасоціації фрагментів ДНК, що утворилися, після чого відбувається повторний синтез пошкоджених ділянок з гомологічних непошкоджених послідовностей, при цьому утворюється D-петля та відбувається рекомбінація між гомологічними послідовностями шляхом RecA-залежної гомологічної рекомбінації.
RecA D. radiodurans може експресуватися тільки в клітинах свого виду, для E.coli, наприклад, він надає летальну дію. Певну роль в резистентності до дії радіації надає також присутність особливого білка, що зв'язується з одноланцюговою ДНК і, ймовірно, грає роль в реплікації пошкодженої ділянки. На радіорезистентність впливає також синтез білка DdrA, що забезпечує цілісність геному. Білок IrrE, регулятор експресії гену recA, також впливає на рівень стійкості до дії радіації. Мікроорганізм має рибонуклеопротеїни, що також впливають на стійкість бактерії до ультрафіолетового випромінювання. Для захисту від окислювального стресу, що зазвичай супроводжує дію іонізуючого випромінювання, D. radiodurans використовує особливий фермент — тіоредоксин-редуктазу, а також синтезує супероксиддісмутазу.

## Використання
Стійкість D. radiodurans до дії радіації є унікальною, мікроорганізм також вельми стійкий до несприятливих умов навколишнього середовища, що робить його придатним для біоочищення радіоактивних відходів. Зараз ведуться дослідження із застосування D. radiodurans у біоочищенні радіоактивних забруднень, зокрема розчинених іонів ртуті.